# Campeonato Europeo de Boxeo Aficionado de 1985
El XXVI Campeonato Europeo de Boxeo Aficionado se celebró en Budapest (Hungría) entre el 25 de mayo y el 2 de junio de 1985 bajo la organización de la Confederación Europea de Boxeo (EUBC) y la Federación Húngara de Boxeo Aficionado.

## Medallero
| Núm. | País         | Oro | Plata | Bronce | Total |
| ---- | ------------ | --- | ----- | ------ | ----- |
| 1    | RDA          | 5   | 1     | 0      | 6     |
| 2    | URSS         | 4   | 2     | 3      | 9     |
| 3    | Hungría      | 1   | 3     | 3      | 7     |
| 4    | Bulgaria     | 1   | 2     | 5      | 8     |
| 5    | Yugoslavia   | 1   | 1     | 4      | 6     |
| 6    | Finlandia    | 0   | 1     | 3      | 4     |
| 7    | Italia       | 0   | 1     | 0      | 1     |
| 7    | RFA          | 0   | 1     | 0      | 1     |
| 9    | Polonia      | 0   | 0     | 2      | 2     |
| 10   | Inglaterra   | 0   | 0     | 1      | 1     |
| 10   | Irlanda      | 0   | 0     | 1      | 1     |
| 10   | Países Bajos | 0   | 0     | 1      | 1     |
| 10   | Rumania      | 0   | 0     | 1      | 1     |
|      | TOTAL        | 12  | 12    | 24     | 48    |